# Madeleine Graf-Rudolf
Madeleine Graf-Rudolf (* 27. Mai 1957) ist eine Schweizer Politikerin (Grüne bzw. GFL Bern).

## Leben
Madeleine Graf-Rudolf ist ausgebildete Lehrerin und arbeitet als Schulleiterin der Primarschule Dorf in Belp. Sie ist verheiratet und lebt in Belp.

## Politik
Graf-Rudolf engagierte sich über die Teilnahme an den Gemeindeversammlungen hinaus in der Gemeindepolitik von Belp. So war sie zwölf Jahre Mitglied der Baukommission, vier Jahre Mitglied der Umwelt- und Planungskommission und vier Jahre Mitglied der Präsidialkommission der Gemeinde Belp (Stand 2012). 2016 rutschte Graf-Rudolf für Rita Haudenschild in den Grossen Rat des Kantons Bern nach. 2018 wurde sie wiedergewählt. Sie war Ersatzmitglied der Gesundheits- und Sozialkommission sowie der Bildungskommission. Von 2019 bis 2021 war sie Mitglied der Geschäftsprüfungskommission. Nach ihrem Rücktritt 2021 konnte Jan Remund in den Grossen Rat nachrutschen.
Madeleine Graf-Rudolf ist Präsidentin der GFL Belp, Vorstandsmitglied der Grünen Mittelland Süd und Stiftungsrätin des Kinder- und Jugendheims Maiezyt in Wabern.